# Sơn dương Chamois vùng Pyrénées
Sơn dương Chamois vùng Pyrénées (danh pháp khoa học: Rupicapra pyrenaica) là một loài động vật có vú trong họ Bovidae, bộ Artiodactyla. Loài này được Bonaparte mô tả năm 1845.
ống ở dãy núi Pyrenees, dãy núi Cantabrian và dãy núi Apennine. Nó là một trong hai loài thuộc chi Rupicapra, loài còn lại là sơn dương, Rupicapra rupicapra.

## Mô tả
Sơn dương Chamois vùng Pyrénées có độ cao tới 80 cm, bộ lông mùa hè của nó có màu nâu hồng; vào mùa đông, nó có màu đen hoặc nâu, với các mảng tối hơn xung quanh mắt. Cả con đực và con cái đều có sừng móc ngược chiều dài tới 20 cm. Chúng gặm cỏ, địa y và chồi của cây. Thân hình chắc nịch và nhanh nhẹn, chúng được tìm thấy trên mọi độ cao lên đến 3000 m.

## Tình trạng bảo tồn
Giống như các loài sơn dương khác, sơn dương Chamois vùng Pyrénées bị săn đuổi gần như tuyệt chủng, đặc biệt là vào những năm 1940, để sản xuất da sơn dương. Quần thể đã phục hồi kể từ đó, và vào năm 2002 ước tính là khoảng 25.000 cá thể. (Pérez và cộng sự, 2002).

## Hình ảnh

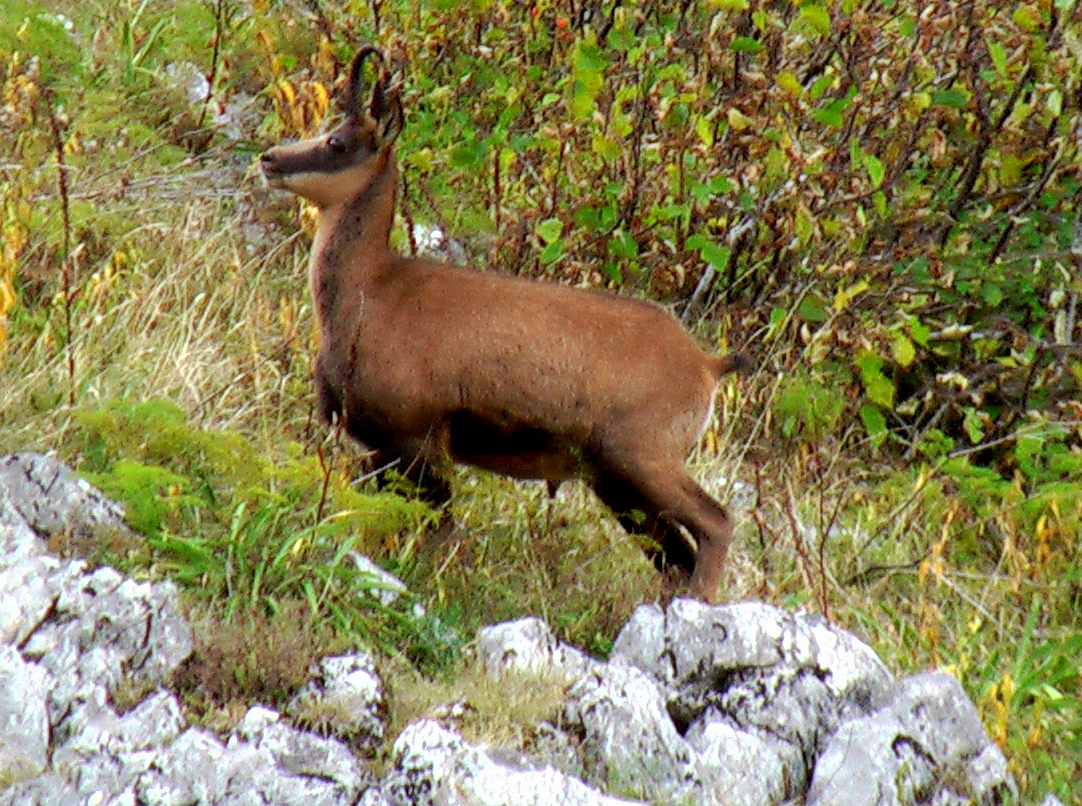
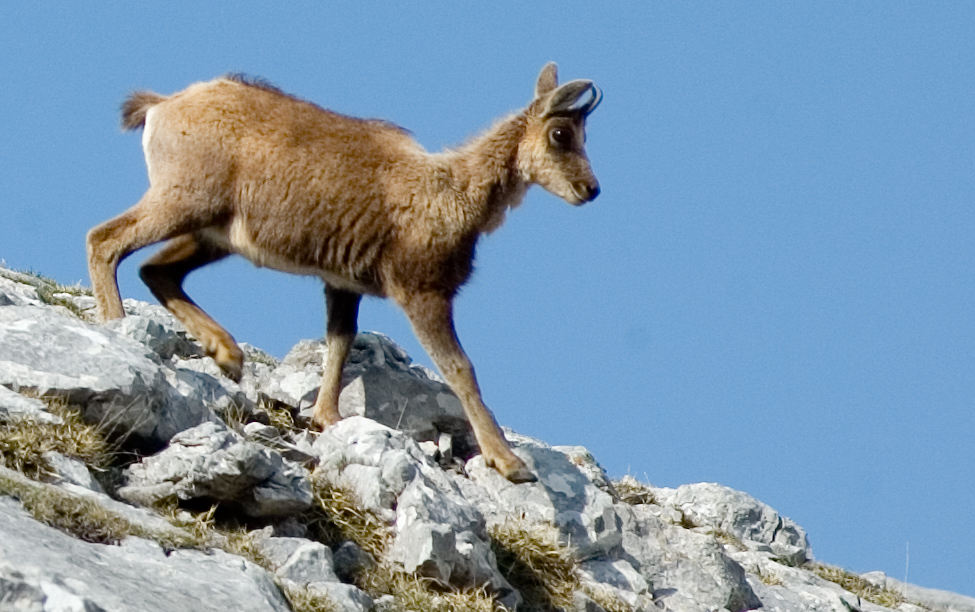
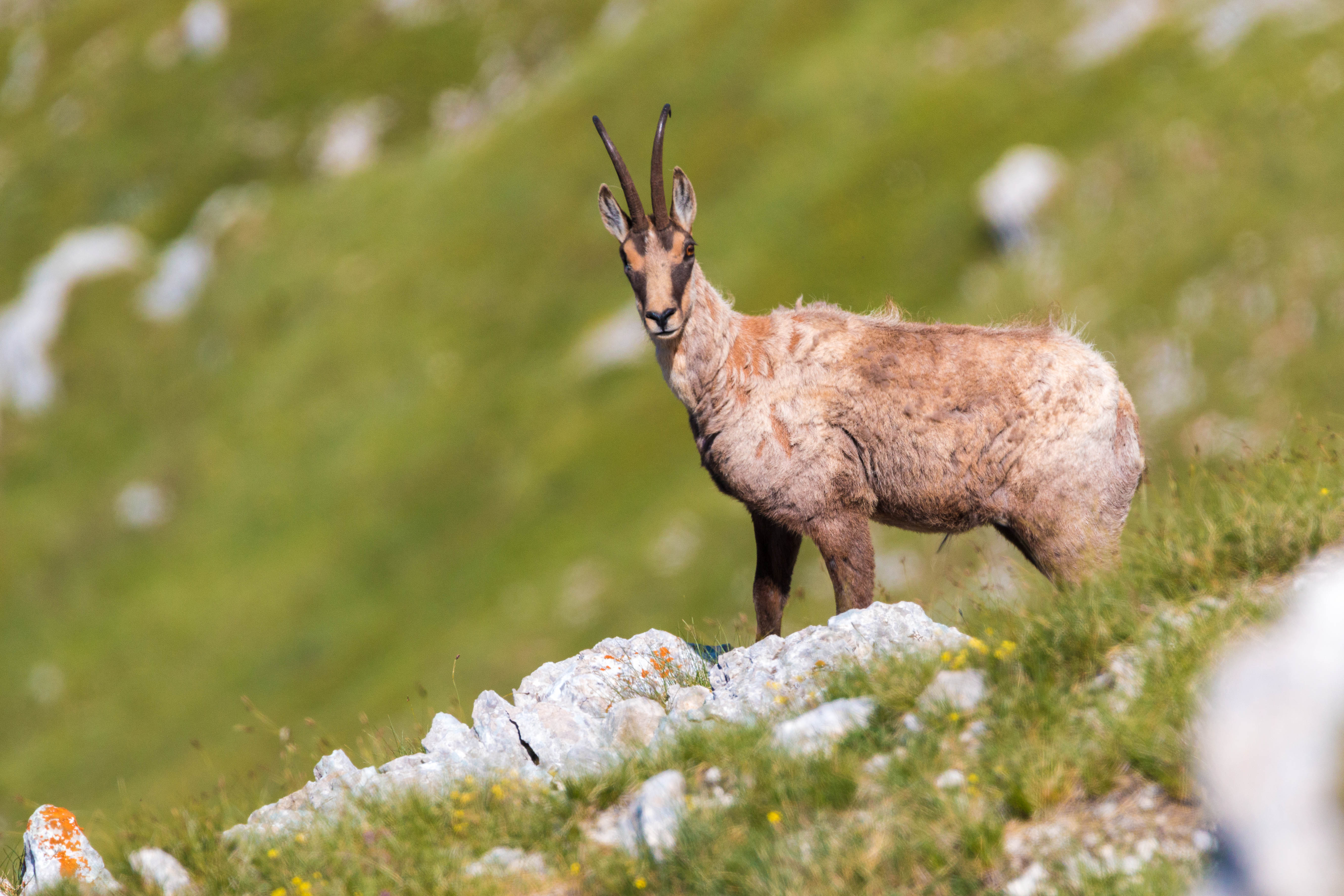
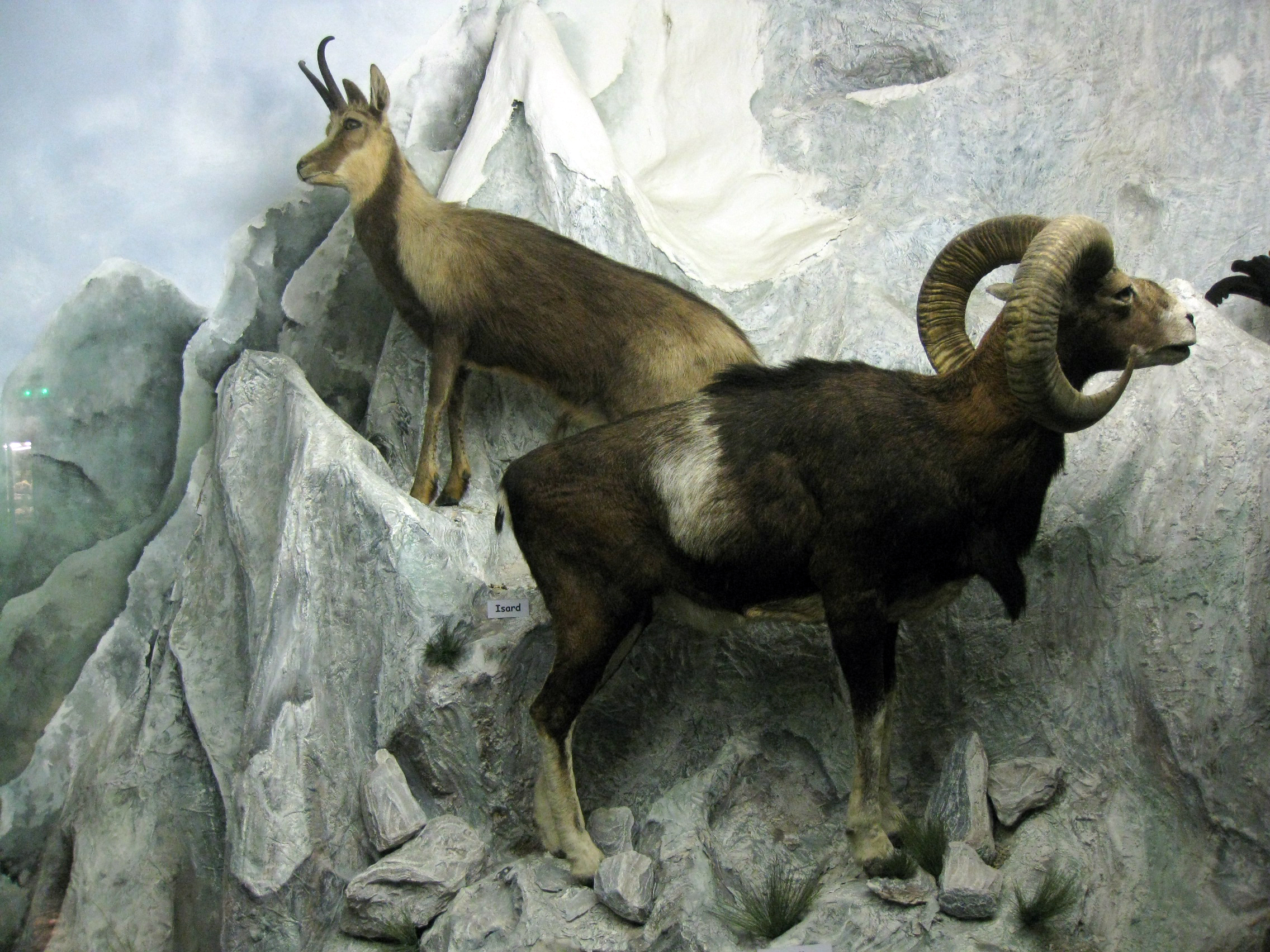